# Union 02 Hamborn
Der SV Union 02 Hamborn war ein Fußballverein aus dem Duisburger Stadtteil Hamborn. Die erste Fußballmannschaft spielte drei Jahre in der damals erstklassigen Gauliga Niederrhein.

## Geschichte
Am 12. April 1902 fusionierten die Vereine Deutschland Bruckhausen und Edelweiß Bruckhausen zum Ballspielverein Bruckhausen. Sieben Jahre später fusionierte dieser Verein mit dem im Jahre 1907 gegründeten SV Vorwärts Marxloh zu Union 02 Hamborn. Im Jahre 1922 trat der Kraftsportverein 1907 Hamborn bei.
Die erfolgreichste Zeit der Vereinsgeschichte waren die 1930er Jahre, als der Verein mit Paul Zielinski einen deutschen Nationalspieler stellte. Zielinski gehörte zum deutschen Aufgebot für die Weltmeisterschaft 1934 und wurde in allen vier Spielen eingesetzt. Ein Jahr später gelang der Aufstieg in die erstklassige Gauliga Niederrhein, wobei die Hamborner vom besseren Torquotienten gegenüber dem VfB Mülheim profitierten. Der Klassenerhalt wurde nur um einen Punkt verpasst und die Union stieg gemeinsam mit Borussia München-Gladbach in die Bezirksklasse ab.
Nachdem die Mannschaft den direkten Wiederaufstieg 1937 geschafft hatte, konnten sich die Hamborner für zwei Jahre in der Gauliga halten. Trotz eines 2:0-Sieges beim Meister Fortuna Düsseldorf musste Union 1939 zum zweiten Mal absteigen. Der direkte Wiederaufstieg wurde in den Aufstiegsspielen gegen den TuS Helene Altenessen verpasst. Von 1943 bis 1945 bildete die Union gemeinsam mit dem Lokalrivalen Hamborn 07 die Kriegsspielgemeinschaft KSG SV 07/Union 02 Hamborn. Nach dem Zweiten Weltkrieg spielte Union noch bis 1953 in der damals drittklassigen Landesliga Niederrhein. Zwei Jahre später gelang den Hambornern der Wiederaufstieg. In der folgenden Saison 1955/56 wurde die Qualifikation für die neu geschaffene Verbandsliga Niederrhein verpasst.

## Persönlichkeiten
- Hermann Gorniak
- Heinrich Körner
- Herbert Kurwan
- Helmut Sadlowski
- Uwe Scheurer
- Paul Zielinski

## Nachfolgeverein MTV Union Hamborn 02
Am 19. Juli 1959 fusionierte Union 02 Hamborn mit dem MTV 1906 Hamborn zum TuS Hamborn 02/06, der sich im Februar 1960 in MTV Union Hamborn 02 umbenannte. Der MTV Union übernahm den Platz in der Landesliga, aus der die Mannschaft 1962 absteigen musste. In der folgenden Saison gelang der direkte Wiederaufstieg, dem in der nächsten Spielzeit 1963/64 der erneute Abstieg in die Bezirksklasse folgte. Nach dem zwischenzeitlichen Wiederaufstieg in die Bezirksklasse gelang im Jahre 1980 der Wiederaufstieg in die Landesliga. Doch schon drei Jahre später mussten die Hamborner als Tabellenletzter wieder absteigen und wurden in der folgenden Bezirksligasaison 1983/84 in die Kreisliga durchgereicht. Seit dem Aufstieg im Jahre 2018 spielte der MTV Union in der Kreisliga A, bevor fünf Jahre später der Aufstieg in die Bezirksliga gelang.
André Stachowiak pfiff für den MTV Union Hamborn und wurde als Schiedsrichter in der 2. Bundesliga sowie als Linienrichter in der ersten Bundesliga eingesetzt. Die Heimspiele werden in der Bezirkssportanlage Warbruckstraße I ausgetragen, die auch als MTV-Stadion bekannt ist. Das Stadion befindet sich im Stadtteil Marxloh und ist ein reines Fußballstadion, welches Platz für bis zu 5000 Zuschauer bietet. Es wird auf Naturrasen gespielt.